# گمینا لوبیشن
گمینا لوبیشن (به لهستانی:  Gmina Lubiszyn) یک گمینا در لهستان است که در شهرستان گوژوف واقع شده‌است. گمینا لوبیشن ۲۰۵٫۳ کیلومتر مربع مساحت و ۶٬۷۴۳ نفر جمعیت دارد.